# Tadeusz Bronowski

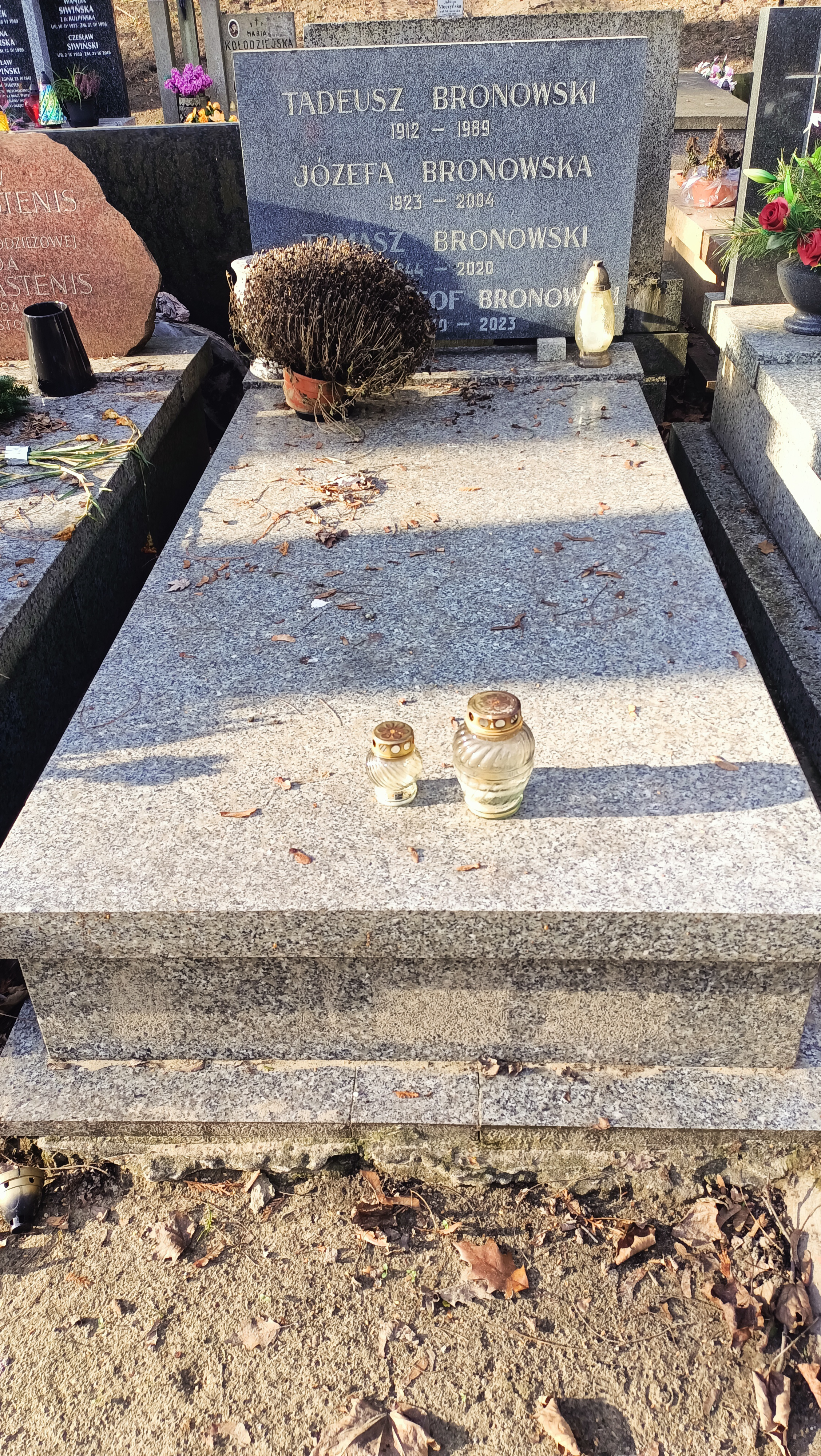
Grób Tadeusza Bronowskiego na cmentarzu Wojskowym na Powązkach

Tadeusz Bronowski (ur. 14 grudnia 1912 we Franciszkowie, zm. 18 września 1989) – polski działacz partyjny i państwowy, kolejarz, podsekretarz stanu w Ministerstwie Komunikacji (1960–1969).

## Życiorys
Syn Stanisława i Marianny. W 1932 praktykant w Towarzystwie Popierania Przemysłu Ludowego w Warszawie, następnie od 1934 do 1937 robotnik i urzędnik w Warsztatach Sygnałowych PKP w Warszawie i do 1939 pracownik umysłowy Parowozowni Warszawa Zachodnia. W 1933 rozpoczął studia na Wydziale Administracji Szkoły Nauk Politycznych w Warszawie. W okresie wojny był robotnikiem i pomocnikiem maszynisty na stacji Warszawa Główna, a od grudnia 1944 do lutego 1945 robotnikiem w Oddziale Drogowym w Pruszkowie i pracownikiem umysłowym parowozowni tamże.
W 1945 wstąpił do Polskiej Partii Robotniczej, w 1948 przekształconej w Polską Zjednoczoną Partię Robotniczą. W 1945 kierował działem personalnym Urzędu Wojewódzkiego w Warszawie, następnie od 1945 do 1947 radca, starszy radca i zastępca naczelnika wydziału w Ministerstwie Komunikacji. Następnie był wicedyrektorem Dyrekcji Okręgowej Kolei Państwowych w Poznaniu (1947–1949) i dyrektorem Biura Kadr Dyrekcji Generalnej Kolei Państwowych (1949–1950). Następnie kierował kadrami w resortach komunikacji i kolei (1950–1953), powrócił do DOKP w Poznaniu jako dyrektor (1953–1956) i był radcą ministra komunikacji (1956–1957). W kolejnych latach szefował Dyrekcji Okręgowej Kolei Państwowych w Lublinie (1957–1959) i Warszawie (1959–1960). Od marca 1960 do września 1969 sprawował funkcję podsekretarza stanu w Ministerstwie Komunikacji, następnie skierowany na emeryturę. Działał także w Związku Zawodowym Kolejarzy.
Został pochowany na Cmentarzu Wojskowym na Powązkach.

## Odznaczenia
Odznaczony Brązowym (1948) i Srebrnym (1954) Krzyżem Zasługi, a w 1969 Orderem Sztandaru Pracy II klasy . W 1968 otrzymał tytuł honorowy „Zasłużony Kolejarz ZSRR” (ZSRR, 1968).